# Paralepidonotus boholensis
Paralepidonotus boholensis är en ringmaskart som först beskrevs av Grube 1878.  Paralepidonotus boholensis ingår i släktet Paralepidonotus och familjen Polynoidae. Utöver nominatformen finns också underarten P. b. curacaoensis.